# Daria Klíshina
Daria Ígorievna Klíshina (en ruso: Да́рья И́горевна Кли́шина; Tver, 15 de enero de 1991) es una modelo y atleta rusa de salto de longitud. En su carrera deportiva ostenta una medalla de plata en campeonatos del mundo y dos medallas de oro en campeonatos europeos de atletismo en pista cubierta.

## Trayectoria
A la edad de ocho años, Klishina empezó a practicar el voleibol y a los trece cambió su preferencia por el atletismo en la especialidad del salto de longitud, gracias a la influencia de su padre, un exatleta. Su primer triunfo internacional llegó el 2007 cuando conquistó el primer lugar en el Campeonato Mundial Juvenil de Atletismo que tuvo lugar en Ostrava, con una marca de 6,47 m (+1,3); y ya en el 2010 se ubicaba en el quinto puesto del Campeonato Mundial de Atletismo en Pista Cubierta con un registro de 6,62 m. 
Para el año 2011 conquistó su primer triunfo en el Campeonato Europeo de Atletismo en Pista Cubierta con marca de 6,80 m, y en su debut en el campeonato mundial que se disputó en Daegu, Corea del Sur, terminó séptima con una marca de 6,50 m.
El 2012 participó por segunda ocasión en el campeonato mundial de pista cubierta que se realizó en Estambul y se ubicó en la cuarta posición  en la ronda final (6,85 m). Sin embargo, esa misma temporada no logró ser parte del equipo ruso que compitió en los Juegos Olímpicos de Londres.
Para el mes de marzo del 2013, Klishina realizó su segunda asistencia al campeonato europeo de pista cubierta y logró defender con éxito su título del 2011, esta vez con un registro de 7,01 m. Además, ese mismo año se celebró en su país el campeonato mundial en la ciudad de Moscú y repitió la séptima posición del año 2011 con una marca de 6,76 m. Fue a esta altura de su carrera que decidió trasladarse a los Estados Unidos para trabajar en un campo de entrenamiento en Bradenton (Florida) con una nueva entrenadora y junto a un grupo de atletas que incluye a Tianna Bartoletta.
Para el 2014 su resultado más relevante fue la consecución de la medalla de bronce en el  campeonato europeo de Zúrich con un salto de 6,65 m. En tanto, el 2015 ganó en la reunión de Roma por la Liga de Diamante con un salto de 6,89 m y en Cheboksary logró una marca de 6,95 en el campeonato de equipos de Europa. Dichos resultados fueron previos a su tercera presentación en el campeonato de mundo, realizado en Pekín, donde acabó décima con un registro de 6,65 m.
El 2016 Klíshina logró adjudicarse su primera participación en unos Juegos Olímpicos a través de un permiso especial concedido por la IAAF, ya que dicho organismo rector había suspendido a la federación nacional rusa de la entidad y por tanto de participaciones internacionales debido al incumplimiento de normas relativas al antidopaje. Sin embargo, la atleta compitió en Río de Janeiro como participante independiente. En dicho evento acabó en la novena posición de la final con una marca de 6,63 m.
Asimismo, obtuvo el permiso para tomar parte del campeonato mundial del 2017 en Londres, como atleta neutral autorizada. En dicho evento ha logrado el mejor resultado de su carrera deportiva al haberse adjudicado la medalla de plata con un salto de 7,00 m.

## Marcas personales
| Prueba                             | Marca  | Viento | Lugar            | Fecha      |
| ---------------------------------- | ------ | ------ | ---------------- | ---------- |
| Salto de longitud                  | 7.05 m | +1,1   | Ostrava (RUS)    | 17/07/2011 |
| Salto de longitud (pista cubierta) | 7,01 m |        | Gotemburgo (SWE) | 02/03/2013 |